# Präsidentschaftswahl in Abchasien 2014

Flagge des Präsidenten der Republik Abchasien

Die Präsidentschaftswahl in Abchasien 2014 fand am 24. August 2014 statt. Es war die sechste Wahl eines Staatsoberhauptes in der zum Wahlzeitpunkt international nur von Russland, Nicaragua, Venezuela und Nauru anerkannten Republik Abchasien.
Vorausgegangen waren Proteste im Frühjahr 2014 gegen den amtierenden Präsidenten Alexander Ankwab, die in der Erstürmung des Präsidentenpalastes in der Hauptstadt Suchumi in der Nacht zum 28. Mai und der nachfolgenden Flucht des Präsidenten gipfelten. Am 1. Juni erklärte Ankwab seinen Rücktritt, zum Interimspräsidenten wurde Parlamentspräsident Waleri Bganba ernannt. Gleichzeitig wurde eine Neuwahl für den 24. August anberaumt. Die besten Chancen wurden im Vorfeld den Oppositionspolitikern Sergei Schamba und Raul Chadschimba eingeräumt.
Nach dem vorläufigen Ergebnis der Wahlkommission konnte Chadschimba die Wahl mit 50,57 % für sich entscheiden. Die Europäische Union und die USA hatten die Wahl als unrechtmäßig bezeichnet. Von internationalen Organisationen waren keine Beobachter entsandt worden. Das endgültige Ergebnis bestätigte das vorläufige Ergebnis. Chadschimba erhielt 50,6 % der Stimmen und Aslan Bschania 35,9 % der Stimmen.